# Harm-Hinrich Brandt
Harm-Hinrich Brandt (* 22. Januar 1935 in Stuttgart) ist ein deutscher Historiker, der sich vorwiegend mit dem 19. Jahrhundert befasst.

## Leben
Brandt wurde als Sohn des Baurats Hinrich Brandt und seiner Frau Grete, geb. Budelmann, geboren und wuchs in Stuttgart, Hildesheim und Bremen auf. In Bremen besuchte er die Oberschule an der Dechanatstraße und legte dort im Februar 1954 sein Abitur ab. Anschließend studierte er ab 1954 an der Philipps-Universität Marburg und der Albert-Ludwigs-Universität Freiburg Geschichte, Politikwissenschaft und Germanistik. 1954 wurde er Mitglied der AMV Fridericiana Marburg. Seine Doktorarbeit bei Fritz Wagner behandelte die Wirtschaftsverwaltung und Wirtschaftspolitik im Kurfürstentum Hessen. 1960 wurde er in Marburg zum Dr. phil. promoviert. Nachdem Brandt 1961 das Erste Staatsexamen für das höhere Lehramt abgelegt hatte, war er als wissenschaftlicher Assistent bei Fritz Wagner am Institut für Neuere Geschichte der Universität Marburg tätig. 1966 wechselte er an die Ludwig-Maximilians-Universität München, wo er Akademischer Rat und Oberrat wurde. Nachdem er sich 1975 habilitiert hatte, wurde er 1978 zum C3-Professor ernannt. 1980 folgte er dem Ruf der Julius-Maximilians-Universität Würzburg auf den Lehrstuhl für Neuere und Neueste Geschichte II. Mit Erreichen der Altersgrenze wurde er 2000 emeritiert.
Brandts Forschungsschwerpunkt ist die Geschichte des 19. Jahrhunderts, insbesondere der Habsburgermonarchie. Außerdem beschäftigte er sich mit der Sozial- und Wirtschaftsgeschichte Hessen und Mainfranken und mit der politischen Geschichte der deutschen Staaten von der Deutschen Revolution 1848/49 bis zur Deutschen Reichsgründung. Als Studentenhistoriker befasst er sich mit der Sozial- und Mentalitätsgeschichte der deutschen Studentenverbindungen seit dem 19. Jahrhundert.
Er ist Mitglied der Vereinigung für Verfassungsgeschichte.

## Schriften (Auswahl)
Autor
- Wirtschaft und Wirtschaftspolitik im Raum Hanau 1597–1962. Die Geschichte der Industrie- und Handelskammer Hanau-Gelnhausen-Schlüchtern und ihrer Vorläufer. Hanau 1963.
- Die Industrie- und Handelskammer Kassel und ihre Vorläufer 1763–1963. Zur Entwicklung der gewerblichen Selbstverwaltung. Kassel 1963.
- Hundert Jahre Kitzinger Synagoge. Zur Geschichte des Judentums in Mainfranken. Würzburg 1984.
- mit Hans Steidle: Emanzipation und Diskriminierung. Beiträge zu Einzelfragen jüdischer Existenz. Würzburg 1988.
- mit Rainer Olten und Herbert Marschelke: Wirtschaft und Politik in Nordhessen seit dem 18. Jahrhundert. Die Industrie- und Handelskammer Kassel und ihre Vorläufer. Melsungen 1991.
- „Ein tüchtiges Organ des Handels- und Fabrikantenstandes“. Die Industrie- und Handelskammer Würzburg-Schweinfurt in 150 Jahren. Würzburg 1993.
- Deutsche Geschichte 1850–1870. Entscheidung über die Nation. Stuttgart/Berlin/Köln 1999.
- Würzburger Kommunalpolitik 1869–1918, in: Ulrich Wagner (Hrsg.): Geschichte der Stadt Würzburg, 4 Bände; Band III/1–2: Vom Übergang an Bayern bis zum 21. Jahrhundert. Theiss, Stuttgart 2007. ISBN 978-3-8062-1478-9, S. 64–166 und 1254–1267.
- Austriaca. Abhandlungen zur Habsburgermonarchie im „langen“ 19. Jahrhundert. Herausgegeben von Matthias Stickler. Böhlau, Wien/Köln/Weimar 2020, ISBN 978-3-205-20954-6.
- Studentica. Abhandlungen zur deutschen Studentengeschichte von der frühen Neuzeit bis ins frühe 20. Jahrhundert. Herausgegeben von Matthias Stickler (= Abhandlungen zum Studenten- und Hochschulwesen, Bd. 20). Böhlau, Wien/Köln/Weimar 2021, ISBN 978-3-412-52046-5.

Herausgeber
- Zwischen Schutzherrschaft und Emanzipation. Studien zur Geschichte der mainfränkischen Juden im 19. Jahrhundert. Würzburg 1987.
- mit Matthias Stickler: „Der Burschen Herrlichkeit“. Geschichte und Gegenwart des studentischen Korporationswesens. Würzburg 1998.
- Der österreichische Neoabsolutismus als Verfassungs- und Verwaltungsproblem. Diskussionen über einen strittigen Epochenbegriff. Wien/Köln/Weimar 2014.